# Роса Ліксом
Роса Ліксом (фін. Rosa Liksom справжнє ім'я — Анні Юляваара, фін. Anni Ylävaara 7 січня 1958, Уліторніо, Фінляндія) — фінська письменниця, драматург і перекладачка, а також художниця.
Авторка кількох романів і збірок новел, а також безлічі коміксів, дитячих книг, фільмів і вистав. У 2011 за роман Hytti nro 6 («Купе номер 6») Ліксом стала володаркою премії «Фінляндія» — головної національної літературної премії цієї країни; в грудні 2013 нагороджена вищою нагородою Фінляндії для діячів мистецтв — медаллю «Pro Finlandia». Пише фінською мовою. Твори Ліксом перекладені десятками мов.

## Життєпис
Роса Ліксом народилася на півночі Фінляндії в місті Уліторніо (провінція Лапландія, 100 км на захід від Рованіємі, на самому кордоні зі Швецією ), її батьки були фермерами і оленярами. В молодості жила в різних європейських країнах, в сквотах і комунах.
Вивчала антропологію в Гельсінкі і Копенгагені, потім соціологію.

## Творчість
Перші оповідання написала в середині 1980-х, коли жила в Данії, в знаменитому вільному кварталі Христіанія, вони увійшли до збірки Yhden yön pysäkki («Нічна стоянка»). Також в цей час Ліксом почала займатися живописом і знімати короткометражні фільми.
Роса Ліксом є основоположницею так званої «короткої прози», нового жанру в літературі Фінляндії, — романів, що складаються з маленьких новел. Перший твір Ліксом, написаний в жанрі «короткої прози», роман Yhden yön pysäkki («Зупинка на одну ніч», 1985) приніс Ліксом популярність. Люди дивувалися, чому до цього часу про письменницю було невідомо практично нічого. У наступному році вийшов твір Unohdettu vartti («Забута чверть», 1986) в тому ж жанрі.
Ліксом писала в жанрі «короткої прози» аж до 1996, поки не вийшов її перший роман «Kreisland» («Крейсландія») (1996). На думку літературного критика Антті Маяндера (фін. Antti Majander), роман заслуговував як мінімум номінації на літературну премію «Фінляндія».
У творчості Ліксом одночасно присутні елементи і відображення, і пародії на життя Північної Фінляндії. Згідно з фінськими літературними критиками, перші твори письменниці, такі як Yhden yön pysäkki (1985) і Unohdettu vartti (1986), є в значній мірі документальним відображенням фінського життя. Наступні ж твори, такі як Tyhjän tien paratiisit («Рай порожніх доріг», 1989), BamaLama («БамаЛама», 1993) і Kreisland («Крейсландія», 1996), написані в пародійній манері. Ліксом сміється над суспільними стереотипами, над меланхолійним способом життя північних народів. Ліксом нерідко звинувачували в тому, що її твори недостатньо серйозні і страждають з художньої точки зору.
У романі Reitari («Вершник», 2002), що розповідає про фінського художника Рейдара Сярестьоніемі, Ліксом знову повертається до жанру «короткої прози». У цьому ж жанрі написана її книга Maa («Земля», 2006).
Росу Ліксом часто відносять до письменників-постмодерністів. Центральні теми творчості письменниці — це жінки, насильство і сексуальність. Ці теми переходять у Ліксом з роману в роман.
Ліксом є членкинею шведського товариства svenska.nu. Товариство займається підтримкою навчання фінських школярів шведській мові і шведській культурі.

## Нагороди і премії
- JH Erkon palkinto (1985)
- Weilin + Göösin kirjailijapalkinto (1986)
- Kalevi Jäntin palkinto (1987)
- Lapin läänin taidepalkinto (1987)
- EBU: n elokuvakäsikirjoituspalkinto (1987)
- Valtion kirjallisuuspalkinto («Державна літературна премія», 1987 і 1992)
- Kiila-palkinto (1991)
- Valtion viisivuotinen taiteilija-apuraha (1996 і 2002)
- WSOY: n kirjallisuussäätiön tunnustuspalkinto (2006)
- Премія «Фінляндія» (2011)
- Медаль « Pro Finlandia » (2013)
- Літературна премія Шведської академії (2020) [8]